# Мортимер, Анджела
Флоренс Анджела Маргарет Мортимер (англ. Florence Angela Margaret Mortimer, в замужестве Мортимер-Барретт, Mortimer Barrett) — британская теннисистка и теннисный тренер, первая ракетка мира в 1961 году.
- Трёхкратная чемпионка турниров Большого шлема в одиночном разряде
- Победительница Уимблдонского турнира 1955 года в женском парном разряде
- Член Международного зала теннисной славы с 1993 года

## Биография
Анджела Мортимер, высокая болезненная девочка, начала играть в теннис только в 15 лет и достигла дальнейших успехов не за счёт выдающихся физических данных, а благодаря терпению, упорству и умной игре. Эти качества позволили ей развиться в разностороннюю теннисистку, в арсенале которой мощные удары с задней линии (в особенности разящий удар открытой ракеткой) были главным, но далеко не единственным оружием.
В 1953 году Мортимер стала четвертьфиналисткой на Уимблдонском турнире и впервые вошла в состав сборной Великобритании в Кубке Уайтмен — традиционном командном матче США-Великобритания. С этого же года она постоянно на протяжении десяти лет включалась в десятку сильнейших теннисисток мира, традиционно составляемую в конце сезона газетой The Telegraph.
В 1955 году на чемпионате Франции Мортимер вышла в свой первый финал турнира Большого шлема и сразу завоевала свой первый титул, взяв верх в марафонском матче над американкой Дороти Хед-Нод. Третий, решающий сет матча закончился со счётом 10-8 в пользу Мортимер. В этом же году она добавила в свою коллекцию звание победительницы Уимблдонского турнира в парном разряде и закончила год на четвёртом месте в мировой женской теннисной иерархии. На следующий год она во второй раз подряд попала в финал чемпионата Франции, но там проиграла восходящей чернокожей звезде американского тенниса Алтее Гибсон. Это не помешало ей закончить и этот сезон на четвёртом месте в списке The Telegraph.
Следующим удачным годом в карьере Мортимер был 1958 год. Она начала его с выхода в финал чемпионата Австралии во всех трёх разрядах. Она победила в женском одиночном финале, где её соперницей была хозяйка корта Лоррейн Кохлан и с ней же проиграла в финале в женском парном разряде. Финал в смешанном парном разряде, где её партнёром был соотечественник Питер Ньюмен, она тоже проиграла, хотя британская пара и сумела вырвать первый сет у австралийских соперников. В дальнейшем Мортимер вышла в свой первый финал Уимблдонского турнира в одиночном разряде, но там снова, как и два года назад во Франции, проиграла Гибсон.
В 1960 году Мортимер принесла команде Великобритании решающее очко в матче с командой США на Кубок Уайтмен, окончившемся со счётом 4-3 в пользу британок. В решающей игре она победила Дженет Хоппс. На следующий год, в 29 лет, она вышла в свой второй финал Уимблдонского турнира, который в первый раз за 47 лет был чисто британским: Мортимер противостояла 20-летняя соотечественница Кристин Трумэн. Мортимер, к этому моменту почти потерявшая слух, вспоминала потом, что слышала только аплодисменты публики. По её словам, это позволяло ей лучше сосредоточиться и отрешиться от всего, что могло её отвлечь. Она выиграла этот матч, а затем на чемпионате США дошла до полуфинала, где уступила ещё одной молодой соотечественнице — Энн Хейдон. По итогам года она была поставлена в списке лучших теннисисток мира на первое место.
После 1961 года Анджела Мортимер прошла стапедэктомию — операцию по удалению стремени, что значительно улучшило её слух. Однако успехи на корте уже пошли на спад — в 1962 году она в последний раз попала в список лучших теннисисток мира. В дальнейшем она занималась тренерской работой, с 1964 по 1970 год занимая пост капитана британской команды в Кубке Уайтмен. Она также была капитаном сборной Великобритании в Кубке Федерации, с которой пробилась в 1967 году в финал Мировой группы.
В 1967 году Мортимер вышла замуж за бывшего игрока и капитана сборной Великобритании в Кубке Дэвиса Джона Барретта. Вместе с мужем она живёт в Лондоне. В 1993 году её имя было включено в списки Международного зала теннисной славы.

## Участие в финалах турниров Большого шлема за карьеру (8)

### Одиночный разряд (3+2)
| Результат | Год  | Турнир              | Соперница в финале | Счёт в финале  |
| --------- | ---- | ------------------- | ------------------ | -------------- |
| Победа    | 1955 | Чемпионат Франции   | Дороти Хед-Нод     | 2-6, 7-5, 10-8 |
| Поражение | 1956 | Чемпионат Франции   | Алтея Гибсон       | 0-6, 10-12     |
| Победа    | 1958 | Чемпионат Австралии | Лоррейн Кохлан     | 6-3, 6-4       |
| Поражение | 1958 | Уимблдонский турнир | Алтея Гибсон       | 6-8, 2-6       |
| Победа    | 1961 | Уимблдонский турнир | Кристин Трумэн     | 4-6, 6-4, 7-5  |

### Женский парный разряд (1+1)
| Результат | Год  | Турнир              | Партнёр        | Соперницы в финале                | Счёт в финале |
| --------- | ---- | ------------------- | -------------- | --------------------------------- | ------------- |
| Победа    | 1955 | Уимблдонский турнир | Энн Шилкок     | Ширли Блумер Патрисия Уорд        | 7-5, 6-1      |
| Поражение | 1958 | Чемпионат Австралии | Лоррейн Кохлан | Мэри Бевис-Хотон Тельма Койн-Лонг | 5-7, 8-6, 2-6 |

### Смешанный парный разряд (0+1)
| Результат | Год  | Турнир              | Партнёр      | Соперники в финале       | Счёт в финале  |
| --------- | ---- | ------------------- | ------------ | ------------------------ | -------------- |
| Поражение | 1958 | Чемпионат Австралии | Питер Ньюмен | Мэри Бевис-Хотон Боб Хоу | 11-9, 1-6, 2-6 |